# Galat de dodecil
Galatul de dodecil sau de lauril este un compus organic, fiind esterul acidului galic cu dodecanolul. Este utilizat ca antioxidant în alimente, pentru a preveni reacțiile de oxidare. Ca aditiv alimentar, are numărul E E312.